# Menojtios (tytan)
Menojtios (także Menoetius; gr. Μενοίτιος Menoítios, łac. Menoetius) – w mitologii greckiej jeden z tytanów.
Należał do drugiego pokolenia tytanów. Uchodził za syna tytana Japeta i Okeanidy Klimene (lub Okeanidy Azji) oraz za brata Atlasa, Epimeteusza  i Prometeusza.
Za pychę został rażony piorunem przez Zeusa i strącony do Tartaru.